# Europese weg 117
De Europese Weg 117 of E117 is een weg in het Europese E-routenetwerk die loopt van Mineralnye Vody in Rusland via Georgië naar Megri in Armenië, aan de Iraanse grens, met een lengte van ongeveer 1050 kilometer.

## Algemeen
De Europese weg 117 is een Klasse A Noord-Zuid-referentieweg en verbindt het Russische Mineralnye Vody met het Armeense Megri en komt hiermee op een afstand van ongeveer 1050 kilometer. De route is door de UNECE vastgelegd als Mineralnye Vodi - Naltsjik - Vladikavkaz - Tbilisi - Jerevan - Goris - Megri, en verbindt daarmee de E50 met de E60 en Rusland met Iran.
Het noordelijke deel van De E117 tussen Mineralnye Vody en Beslan valt samen met de E50, en het gedeelte tussen Vladikavkaz en Tbilisi valt samen met de historische Georgische Militaire Weg. De E117 bestaat voornamelijk uit tweebaans autowegen.

## Nationale wegen
De E117 loopt over de volgende nationale wegen:
| Nummer  | Tracé                         |
| Rusland | Rusland                       |
| ------- | ----------------------------- |
| P217    | Mineralnye Vody - Vladikavkaz |
| A161    | Vladikavkaz - Georgië         |
| Georgië |                               |
| ს3      | Rusland - Mtscheta            |
| ს1      | Mtscheta - Tbilisi            |
| ს4      | Tbilisi                       |
| ს6      | Tbilisi - Armenië             |
| Armenië |                               |
| Մ3      | Georgië - Asjtarak            |
| Մ1      | Asjtarak - Jerevan            |
| Մ2      | Jerevan - Megri               |

## Overzicht
Een overzicht van het E-routenetwerk in de Zuidelijke Kaukasus.